# Prurit anal
Pruritul anal (Pruritus ani) este o senzație de mâncărime  supărătoare a anusului și pielii din regiunea perianală, este adesea asociat cu o senzație de arsură și durere. Acesta poate fi tranzitoriu sau cronic și dificil de tratat. Perioadele de prurit intens sunt mai deranjante pe timp de noapte. El afectează 1% -5% din populație, afectând mai frecvent bărbații decât femeile în proporția de 4:1 (B:F). 

## Patogeneză
Pruritul anal poate să apară ca un simptom al unei boli specifice care afectează tegumentul perianal sau, mai frecvent, ca un pruritul anal idiopatic, posibil cauzat de materiile fecale reziduale. Tegumentul perianal este foarte sensibil la prurit.
Numeroase boli anorectale, incluzând fisuri, fistule,  polipi cutanați mici, criptite și hemoroizi fac igiena locală extrem de dificilă putând duce la apariția unui tegument iritat macerat. Pruritul asociat cu disconfort și drenaj mucos este frecvent la persoanele care suferă de hemoroizi și de multe ori dispare la tratamentul hemoroizilor. 
Afecțiunile maligne anale, inclusiv boala Bowen, cancerul epidermoid și boala Paget extramamară, se pot manifesta rareori cu prurit anal și ar trebui să fie luate în considerare, chiar dacă simptomele au existat timp de câțiva ani.  Pruritul anal apare și în boli sistemice (de exemplu, diabet zaharat, afecțiuni hepatice).
Candida albicans și infecții dermatofitice se manifestă  sub formă  de erupții cutanate eritematoase localizate caracteristice  și pot fi cultivate din zona perianală, chiar dacă leziunile cutanate sunt absente. Candida albicans este frecvent identificată în culturi, iar infecțiile cu dermatofiți tind să fie asociate cu prurit anal. 
Oxiurii (Enterobius vermicularis) produce prurit anal nocturn.  Copiii sunt cel mai adesea afectați de oxiuri, dar și adulți, în special cei expuși la copii infestați cu oxiuri, pot contracta oxiuriaza. Diagnosticul se face prin aplicarea unei benzi adezive din celofan pe tegumentul perianal dimineața pentru a depista ouăle. 
Scabia (Sarcoptes scabiei) și ftiriaza (Phthirus pubis) pot provoca, de asemenea, prurit anal. Pruritul din zona genitală și identificarea organismelor sau a ouălor pe părul pubian duc la un diagnostic corect. 
Bolile cu transmitere sexuală asociate cu prurit anal includ herpes simplex, gonoreea, sifilisul, condilomul acuminat și molluscum contagiosum.  Afecțiunile dermatologice, ca psoriazisul, eczema, dermatită atopică, dermatita seboreică trebuie să fie luate în considerare. 
O varietate de substanțe iritante locale, alergeni și substanțe chimice care vin în contact cu tegumentul perianal pot provoca prurit perianal. Din această categorie fac parte parfumurile și coloranți din hârtia igienică și săpunuri, din produsele de igienă personală, țesăturile iritante, detergenții și chiar cremele sau supozitoarele anale. Unii agenți chimioterapeutici au fost implicați în pruritul anal.  Anestezicele locale din grupa cainelor, provoacă dermatită de contact cu prurit anal. 
Anumite produse alimentare, cum ar fi cafeaua, cola, berea, roșiile, ciocolata, ceaiul, fructele citrice,  condimentele provocă prurit anal, mecanismul fiind necunoscut. Produsele alimentare care conțin lactoză provoacă diaree și pot duce la prurit anal din cauza contaminării fecale frecvente a regiunii perianale. 
Pruritul anal idiopatic este de obicei cauzat de asocierea contaminării fecale a tegumentelor perianale cu traumatismul local. Monitorizarea ambulatorie a regiunii anorectale a arătat o relaxare exagerată tranzitorie a sfincterului intern, care predispune la scurgeri fecale în pruritul idiopatic. 
Diaree acuta la o persoană sănătoasă poate irita perineul, din cauza ștergerii frecvente a regiunii anale. Cantități mici de fecale duc la contaminare repetată a tegumentului perianal provocând în continuare o iritație. Apare un ciclu prurit-grataj, care menține traumatizarea tegumentului perianal. Pacienții cu prurit anal cronic au adesea scaune moi frecvente sau un anumit grad de incontinență fecală sau scurgeri. Zona perianala este în mod repetat traumatizată de ștergere energică sau de grataj, iar vindecarea adecvată poate să nu aibă loc. 
Pruritul este provocat sau exacerbat de igiena deficitară perianală sau în exces cu spălături locale cu săpun și frecare excesivă, de umiditatea excesivă cauzată de transpirație, haine ermetice sau ciorapi, pantaloni prea strâmți, pijamale prea groase, obezitate severă, climă caldă sau de un anus situat profund.

## Cauzele pruritului anal
Cauzele cele mai frecvente ale pruritului anal sunt locale: anorectale, cutanate, urogenitale. Scurgerile anorectale, umiditatea, murdărirea cu fecale sunt factori primari în majoritatea cazurilor. 
Cauzele pruritului anal pot fi:
- Boli anorectale

Diaree – sunt mai predispuși la prurit bolnavii cu diaree cronică, sindrom de malabsorbție, intoleranță la lactoză, datorită scurgerilor frecvente de lichid și fecale
Incontinență de fecale sau incontinență urinară
Hemoroizi
Fisură anală
Fistulă anală
Prolaps rectal
Vegetații anale
Tumori maligne rectale ce pot secreta substanțe iritante:
Boala Bowen
Cancerul epidermoid
Boala Paget perianală
- Boli fungice anorectale

Candidoză
Dermatofiție
- Parazitoze anorectale, intestinale sau sistemice

Oxiuriază - oxiurii depun ouăle în regiunea perianală și perineală
Teniază
Giardiază
Ascaridioză
Scabie
- Boli venerice anorectale

Herpes
Gonococ
Sifilis
Condilom acuminat
Secreții vaginale de diferite cauze (leucoree, tricomonas)
- Iritanți locali

Umiditate exagerată în regiunea anală: obezitate, transpirație excesivă, igienă deficitară, murdărirea cu fecale. Traumatismele pielii, consecință a umidității zonei sunt un factor în producerea pruritului anal.
Igienă exagerată cu uscarea zonei anale. Pielea uscată mai ales la persoanele slabe
Unele produse locale pentru zona anorectală - hârtie igienică parfumată sau vopsită, săpunuri, diferite creme anale sau produse de igienă, spray-uri locale
Lenjerie: țesături iritante, detergenți
- Medicamente

Supozitoare
Utilizarea excesiva de laxative
Ulei mineral
Acid ascorbic
Hidrocortizon succinat de sodiu
Chinidină
Colchicină
Produsele mentolate
Steroizi folosiți local
- Unele alimente - bere, vin, ceai, cafea, alimente acide, băuturi gazoase, produse lactate, roșii și produse din roșii, brânzeturi, popcorn, prune, ciocolată, alune, pâine albă, condimente, cola și alte produse alimentare
- Boli dermatologice anorectale sau sistemice

Psoriazis perianal - este refractar la tratamentele obișnuite.
Dermatită atopică
Dermatita de contact
Dermatită seboreică
Eczemă locală anală
Eritrasmă
Lichen plan
- Boli sistemice

Boli ale ficatului cu icter
Leucemie
Limfom
Insuficiență renală cu uremie
Anemie prin carență de fier
Hipertiroidie
Diabet zaharat
- Alte cauze

Sarcină
Femeile la menopauză pot prezenta frecvent prurit anal, din cauza deficitului de estrogeni.
Afecțiuni psihologice – stres, anxietate. Pruritului anal apare adesea la persoanele stresate, anxioase cu tulburări neurovegetative, colon iritabil fiind mai accentuat în timpul nopții.